# Ctenichneumon seoulensis
Ctenichneumon seoulensis là một loài tò vò trong họ Ichneumonidae.